# أولاد بوساكن
أولاد بوساكن هي قرية مغربية غرب المملكة. تنتمي أولاد بوساكن لإقليم سيدي بنور الساحلي جنوبي الدار البيضاء. تضم هذه القرية 7.641 نسمة (إحصاء 2004).